# Recht voor Allen

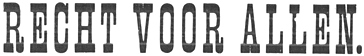
Titelzeile

Recht voor Allen (Recht für Alle) war eine niederländische sozialdemokratische Zeitschrift, am Anfang parteiunabhängig, im späteren Erscheinungsverlauf das Organ der Sociaal–demokratischen Partij in Nederland (Sozialdemokratische Partei, Niederlande, SDP), erschienen von 1879 bis 1900. Verantwortlicher Redakteur war der Sozialdemokrat und spätere Anarchist Ferdinand Domela Nieuwenhuis.

## Geschichte
Am 1. März 1879 erschien die erste Ausgabe von Recht voor Allen, herausgegeben von Jan Antoon Fortuyn in seiner Buchhandlung mit dem späteren Namen Algemeene en sociale Bookhandel (wörtlich: „Allgemeiner und sozialer Buchladen“) im Amsterdamer Stadtviertel Jordaan. Die Zeitschrift wurde Samstagabend mit viel Propaganda verkauft, wobei es oftmals zu Auseinandersetzungen mit der Polizei und einem Teil der Bevölkerung kam. Die verantwortliche Redaktion lag 1879 bereits in den Händen von F.D. Nieuwenhuis unter späterer Mitarbeit von Alexander Cohen. Recht voor Allen erschien zu dieser Zeit einmal wöchentlich. Christiaan Cornelissen wurde am 1. Januar 1882 Mitredakteur der Zeitschrift.

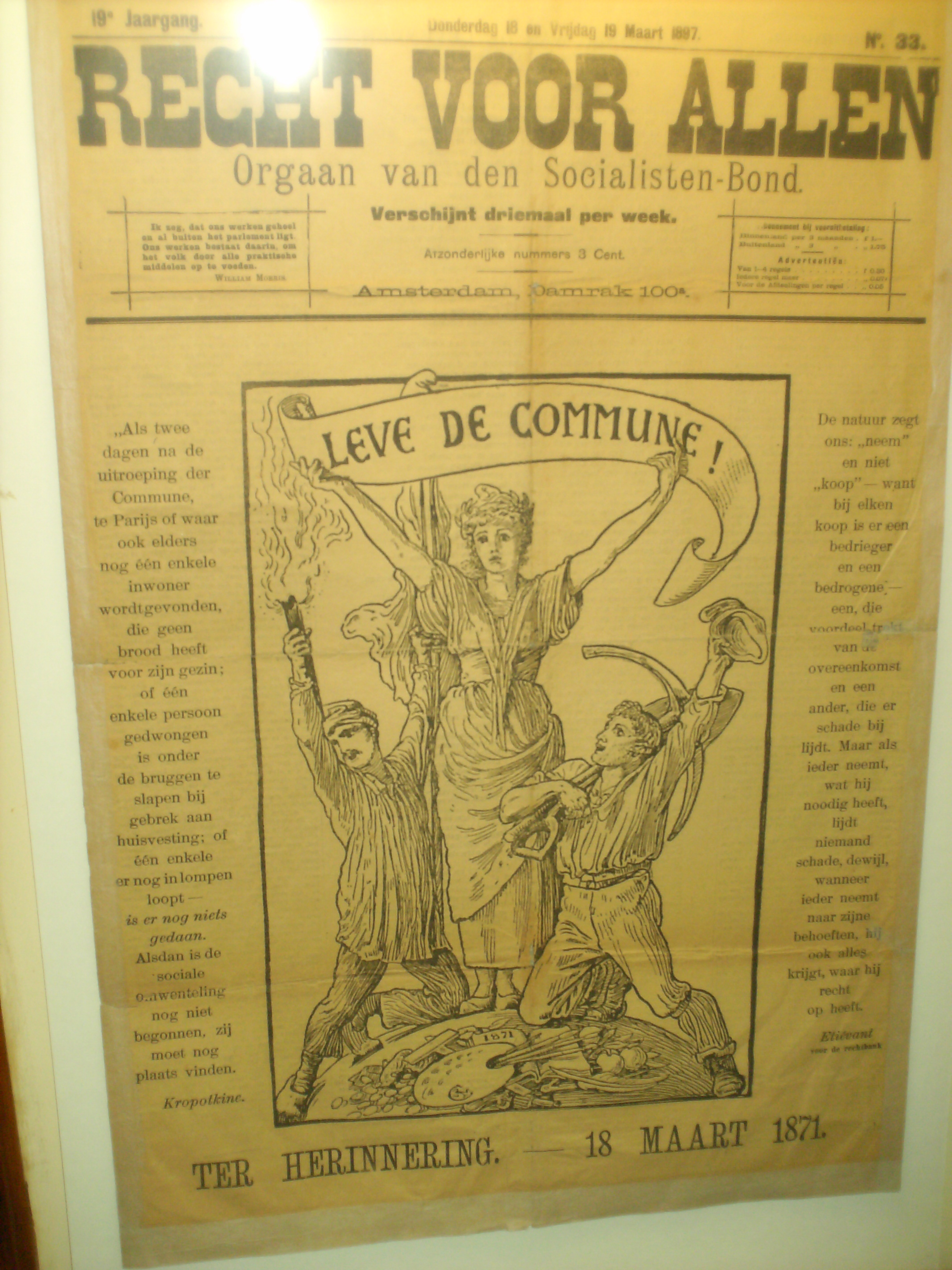
Recht voor Allen, 1897

Am 1. März 1884 mit der Nr. 1 im 6. Jahrgang übergab Nieuwenhuis die Zeitschrift an den Sociaal–demokratische Bond (Sozialdemokratischer Bund, SDB) und der Untertitel lautete Orgaan van de sociaal–demokratische Partij Nederland („Organ der sozialdemokratischen Partei Niederlande“). Ab Januar 1885 erschien Recht voor Allen zweimal die Woche und seit 1886 dreimal wöchentlich. Wegen Majestätsbeleidigung wurde Nieuwenhuis zu einem Jahr Gefängnisstrafe verurteilt aufgrund eines Artikels im April 1886 der sich gegen die Monarchie richtete. Undeutlich blieb, ob Nieuwenhuis der Verfasser war, als Hauptredakteur hatte er jedoch die Verantwortung übernommen. Seine Gefängnisstrafe trat er am 19. Januar 1887 in Utrecht an, „wobei er als ein gewöhnlicher Krimineller behandelt wurde“. Die Redaktion wurde für diesen Zeitraum von Cornelis Croll übernommen. Als Tageszeitung von Montag bis Freitag erschien Recht voor Allen ab dem 2. Januar 1889 zum Preis von 2 Cent in Den Haag mit einer Auflage von 15.000 Exemplaren. Autoren und Mitarbeiter waren unter anderem Han Kuijsten, Joan A. Nieuwenhuis und zeitweise auch als Redakteure Harm Kolthek und J.A. Berg-Meijer.
Als Tageszeitung konnte sie ein Jahr lang bestehen. Nachdem der Oberste Gerichtshof („Hoge Raad“) den sozialdemokratischen Bund verboten hatte mit der Begründung, er sei eine Vereinigung, welche nicht die Veränderung der gesellschaftlichen und staatlichen Machtstrukturen auf der Basis des Grundgesetzes anstrebe, sondern die Umwerfung der bestehenden politischen Ordnung zum Ziel habe. Seit 1890 hatte die Zeitung eine inhaltlich immer mehr kritische Ausrichtung auf sozialdemokratischer Basis. Bis 1898 blieb Nieuwenhuis Mitglied des sozialdemokratischen Bundes, er trat im gleichen Jahr als verantwortlicher Redakteur von Recht voor Allen zurück und gründete die anarchistische Zeitschrift De Vrije Socialist. 1898 bekannte er sich definitiv zum Anarchismus. Recht voor Allen erschien weiterhin als Parteizeitung.